# 拉普森 (密歇根州)
拉普森（英語：Rapson）是位於美國密歇根州休倫縣布盧姆菲爾德鎮區、費爾黑文鎮區、錫格爾鎮區及韋羅納鎮區的一個非建制地區。

## 地理
拉普森所處的海拔為高於海平面222米（即728英呎），而該地所採用的時區為UTC-5，即北美东部時區（EST）。同時該地設有夏令時間，為UTC-5調快一小時，即UTC-4（EDT）。